# Spinning the Truth Around
Spinning the Truth Around è un album della band statunitense Blue October. Si tratta di un triplo album, pubblicato in tre parti separate. La parte I è stata distribuita il 14 ottobre 2022. La parte II è stata distribuita un anno dopo, il 13 ottobre 2023, mentre la parte III seguirà nel 2024. La Parte III conterrà cover, remix e versioni alternative dei brani delle Parti I e II, nonché remix di brani degli album precedenti.
Justin Furstenfeld ha scritto diverse canzoni insieme al frontman degli Smashing Pumpkins Billy Corgan, che ha ideato le melodie. La canzone "The Girl Who Stole My Heart" è nata dopo che Justin ha ascoltato una demo strumentale degli anni '90 della band Idaho che era stato pubblicato su Instagram. Ha ottenuto il permesso dal cantautore degli Idaho Jeff Martin di scrivere i testi per la musica, e a Martin è stato dato il merito di co-sceneggiatura. 
La versione dei Blue October è stata inizialmente pubblicata come singolo di Natale nel dicembre 2020.

## Tracce

### Parte I
1. Spinning The Truth Around - 4:49
2. The Shape Of Your Heart - 4:29
3. How Can You Love Me If You Don't Even Like Me - 4:21
4. Don't Say It Wasn't Love - 5:34
5. Change - 3:41
6. Where Did You Go? I'm Less of a Mess These Days - 3:20
7. The Kitchen Drawer - 4:28
8. When Love Isn't Good Enough - 7:14
9. Trust You - 4:19
10. The Girl Who Stole My Heart - 6:11
11. Shut Up. I Want You to Love Me Back - 4:38
12. Big Love - 4:27

### Parte II
1. Sideways - 4:41
2. All I See Is You - 4:33
3. Sobriety - 5:32
4. Magic Isn't Real - 3:37
5. Leave Room for a Miracle - 4:03
6. Last Look Moving Forward - 4:17
7. Down Here Waiting - 4:23
8. Goodbye to the Old Days - 4:30
9. Slow Down - 5:23
10. 1222 Bay Oaks Street - 5:24
11. A Better Man - 6:20
12. Down Here Waiting (Mark Needham mix) - 4:28
13. A Better Man (Brooklyn mix)[1] - 4:46